# Parlamentsvalet i Storbritannien 2017
Parlamentsvalet i Storbritannien 2017 hölls torsdagen 8 juni 2017 för att utse 650 platser i det brittiska underhuset. Valet skedde i form av majoritetsval i enmansvalkretsar. Det konservativa partiet tappade sin majoritet i parlamentet, men kunde sitta kvar som en minoritetsregering med stöd av nordirländska DUP.

## Inför valet
Inför valet visade opinionsundersökningarna att de Konservativa partiet ledde över Labour med nära 20 procentenheter. Under valkampanjen tappade de konservativa stöd till förmån för Labour.

## Resultat[1]
| Politiskt parti | Politiskt parti                    | Partiledare                         | Röster     | Röster  | Mandat | Mandat     | Mandat | Mandat |
| Politiskt parti | Politiskt parti                    | Partiledare                         | Antal      | Procent | Antal  | Förändring |        |        |
|                 | Konservativa partiet               | Theresa May                         | 13 636 684 | 42,34 % | 317    | −13        |        |        |
|                 | Labour Party                       | Jeremy Corbyn                       | 12 877 918 | 39,99 % | 262    | +30        |        |        |
|                 | Scottish National Party            | Nicola Sturgeon                     | 977 568    | 3,04 %  | 35     | −21        |        |        |
|                 | Liberaldemokraterna                | Tim Farron                          | 2 371 861  | 7,37 %  | 12     | +4         |        |        |
|                 | Democratic Unionist Party          | Arlene Foster                       | 292 316    | 0,91 %  | 10     | +2         |        |        |
|                 | Sinn Féin                          | Gerry Adams                         | 238 915    | 0,74 %  | 7      | +3         |        |        |
|                 | Plaid Cymru                        | Leanne Wood                         | 164 466    | 0,51 %  | 4      | +1         |        |        |
|                 | Green Party of England and Wales   | Caroline Lucas och Jonathan Bartley | 512 327    | 1,59 %  | 1      | ±0         |        |        |
|                 | Oberoende kandidater               |                                     | 151 471    | 0,47 %  | 1      | ±0         |        |        |
|                 | Talmannen                          | John Bercow                         | 34 299     | 0,11 %  | 1      | ±0         |        |        |
|                 | United Kingdom Independence Party  | Paul Nuttall                        | 594 068    | 1,84 %  | 0      | −1         |        |        |
|                 | Social Democratic and Labour Party | Colum Eastwood                      | 95 419     | 0,30 %  | 0      | −3         |        |        |
|                 | Ulster Unionist Party              | Robin Swann                         | 83 280     | 0,26 %  | 0      | −2         |        |        |
|                 | Alliance Party of Northern Ireland | Naomi Long                          | 64 553     | 0,20 %  | 0      | ±0         |        |        |

## Partipolitiska konsekvenser
Som ett resultat av valutgången valde Liberaldemokraternas Tim Farron och UKIP:s Paul Nuttall att avgå som ledare för sina partier.